# 高田みどり
高田 みどり（たかだ みどり、1951年12月21日 - ）は、日本の打楽器奏者、作曲家。東京都出身。

## 人物
日本を代表するアバンギャルドなパーカッショニスト、アンビエント/ミニマル・ミュージックの作曲家。舞台俳優として活動することもある。
現代音楽の演奏家としてだけでなく、アジア/アフリカ音楽/ジャズのミュージシャンとの共演のほか、アート/ダンスとのコラボレーション等、ジャンルにとらわれない広範な活動で知られる。当時の日本ではアフリカ音楽など世界の伝統音楽の情報を得るのが難しかったが、伝統音楽演奏家との共演の中で体得していった。その結果は、ミニマル・ミュージックと伝統的なアフリカ音楽のドラム演奏を統合した音楽ユニットのムクワジュ・アンサンブルやソロの活動に生かされている。
2016年にYouTubeの自動再生機能によって彼女の1983年の作品『鏡の向こう側（Through The Looking Glass）』が100万回以上の再生回数を記録したことをきっかけに、スイスのレーベル、We Release Whatever the Fuck We Wan Records（以下、WRWTFWW records）によって再発される。2010年代の欧米での70-80年代の日本人アーティスト再注目の流行にも乗ってそれまでの作品が世界各国で再評価されるようになり、ミニマル・ミュージックシーンの中でその才能に相応しい地位を獲得することになった。

## 来歴
幼いころからピアノを習い、13歳から打楽器の演奏に取り組む。東京藝術大学音楽学部器楽科を卒業後、プログレッシブ・ロック、フリージャズ、ミニマル・ミュージック、アンビエント・ミュージック等の活動に入る。
その間、多くの芸術家や彫刻家と仕事をする。当時はサウンドとアートのコラボレーションが数多く行われていたため、彼らのサウンド・インスタレーションを担当する。
1977年、ミュンヘン国際音楽コンクール打楽器部門3位入賞。1978年にドイツのベルリン放送管弦楽団とソリストとして共演し、デビュー。同年、バイエルン放送交響楽団と共演。またリサイタル等で活動。
その後、ダンスや演劇、パフォーマンスなどの別分野における芸術家と仕事を共にする。
1980年代初頭にムクワジュ・アンサンブルで日本のミニマル・ミュージックの先駆的作品と評価される2枚のアルバムをリリースした後、ソロ活動を開始。1983年にソロアルバム『鏡の向こう側/Through the Looking Glass』をリリースした。
2013年、日本をはじめ世界各国のレコードなどに収録されている古い楽曲をYouTubeにアップロードしていたブログ記述者が、アルバム『鏡の向こう側（Through The Looking Glass）』収録のミニマル・ミュージックの楽曲を無断で公開。著作権侵害の申し立てを受けて削除されるまでの再生数が100万回を超える（2016年11月6日時点）。それを受け、同アルバムのほか彼女が参加したパーカッション・アンサンブルのムクワジュ・アンサンブルのアルバムや佐藤允彦との共作『Lunar Cruise』などの作品がスイスのWRWTFWW recordsから再発される。
2016年、アルバムの再リリースに伴い、ロンドン、パリ、ベルリン、東京など世界各国をまわるコンサート・ツアーが行われる。
2017年、ヨーロッパ・ツアーを行い、11月にはコンサートのため滞在したスイスのジュネーヴで、スイス公共放送（RTS）の報道番組でWRWTFWW recordsの創立者と共にインタビューを受ける。
2018年4月、英ラジオ局NTS Radioにて自身の楽曲を含む約60分のミックス音源を公開。8月24日、ファッションブランド・KENZOとのコラボレーション・ムービー「Le Renard Bleu」のサウンドトラックとして、20年ぶりの新作となるEP『Le Renard Bleu』をリリース。9月、英The Vinyl Factryが、彼女を追ったショート・ドキュメンタリーを公開。

## 参加グループ
Mkwaju Ensemble（ムクワジュ・アンサンブル）
Ton-Klami（トン・クラミ）
ジャズピアニスト佐藤允彦、パーカッショニスト高田みどり、韓国出身のサックスプレイヤー姜泰煥からなる日韓合同トリオ。
バンド名は韓国語で「環、円」を意味する。日本と韓国は円のように回りながら昔から文化交流があったということ、また俗語でお金という意味もあるので「お金がなくても演奏する」という意味で付けた。

## ディスコグラフィ

### 高田みどり
|     | 発売日         | タイトル                                 | 規格  | 規格品番                                   | レーベル                     | 備考 |
| --- | -------------- | ---------------------------------------- | ----- | ------------------------------------------ | ---------------------------- | ---- |
| 1st | 1983年         | 鏡の向こう側/Through The Looking Glass   | LP    | RCL-8369                                   | RVC                          |      |
| 1st | 2017年3月17日  | 鏡の向こう側/Through The Looking Glass   | LP CD | PFLP 006, WRWTFWW019 PFCD006, WRWTFWW019CD | Palto Flats, WRWTFWW records |      |
| 1st | 2017年6月7日   | 鏡の向こう側/Through The Looking Glass   | CD    | EGDS-75                                    | Bridge                       |      |
| 2nd | 1999年1月21日  | TREE OF LIFE                             | CD    | BJCD-0008                                  | ewe records                  |      |
| 3rd | 2022年06月23日 | CUTTING BRANCHES FOR A TEMPORARY SHELTER | CD LP | WRWTFWW060                                 | WRWTFWW Records              |      |
| 4th | 2022年06月21日 | YOU WHO ARE LEAVING TO NIRVANA           | CD LP | WRWTFWW061                                 | WRWTFWW Records              |      |

### その他
| 名義                                                  | 発売日         | タイトル                                                            | 規格 | 規格品番    | レーベル            | 備考 |
| ----------------------------------------------------- | -------------- | ------------------------------------------------------------------- | ---- | ----------- | ------------------- | --- |
| 宮田まゆみ 高田みどり                                 | 1987年4月22日  | 星雲 NEBURA                                                         | CD   | 32DG-78     | CBS・ソニー         | 演奏は宮田まゆみ (笙)と高田みどり (パーカッション)。 |
| 高田みどり、田村洋、小熊達弥                          | 1989年9月6日   | 百億年の交響詩                                                      | CD   | CZ32-9107   | 東芝EMI             | 写真家の浅井慎平が企画、プロデュースしたCD。 |
| カクラバ・ロビ&高田みどり                             | 1989年11月22日 | アフリカン・パーカッション・ミーティング/African Percussion Meeting | CD   | CSCR-8022   | CBS・ソニー         | ガーナのパーカッショニスト、カクラバ・ロビとのライブ録音。 |
| 高田みどり・佐藤允彦                                  | 1990年4月21日  | ルナ・クルーズ/Lunar Cruise                                         | CD   | ESCA-5093   | EPIC                | アジア・アフリカの民族音楽をベースにした民族打楽器とシンセサイザーによる佐藤允彦とのアルバム。 |
| 高田みどり・佐藤允彦                                  | 2017年9月22日  | ルナ・クルーズ/Lunar Cruise                                         | CD   | WRWTFWW020  | WRWTFWW records     | アジア・アフリカの民族音楽をベースにした民族打楽器とシンセサイザーによる佐藤允彦とのアルバム。 |
| ミドリ・タカダ&ラファウンダ/Midori Takada & Lafawndah | 2018年10月24日 | ル・ルナール・ブルー/Le Renard Bleu                                 | CD   | OTCD-6525   | OCTAVE/ !K7 RECORDS | 約20年ぶりの新曲となる1曲入りEP。『Le Renard Bleu（青いキツネ）』と題された本作は日本とセネガルの民話から着想を得た約20分におよぶ大作で、英レーベル「WARP」のシンガー、Lafawndahとともに東京のスタジオにて制作された。 |
| MIDORI TAKADA & SHHE                                  | 2023年10月12日 | MSCTY X V&A DUNDEE                                                  | CD   | MSCTYEDN002 | MSCTY_EDN           | 隈研吾建築のビクトリア＆アルバートダンディー美術館の為に制作された環境音楽作品。 |

### トン・クラミ
|     | 発売日        | タイトル            | 規格 | 規格品番  | レーベル       | 備考                                                                     |
| --- | ------------- | ------------------- | ---- | --------- | -------------- | ------------------------------------------------------------------------ |
| 1st | 1993年3月5日  | In Moers            | CD   | CRCJ-9110 | ナインティワン |                                                                          |
| 2nd | 1995年2月22日 | パラムゴ/ Paramggod | CD   | CRCJ-9125 | ナインティワン | アメリカからマルチプレイヤーのネッド・ローゼンバーグを迎えて制作された。 |